# Esporte Clube Barroso
L'Esporte Clube Barroso était un club brésilien de football basé à Maceió dans l'État de l'Alagoas. Fondé en 1921, il fut plus tard renommé Sport Club Barroso et disparu en 1951. Son nom était un hommage à l'amiral Barroso.

## Palmarès
- Championnat de l'Alagoas :
  - Champion : 1946